# Guraleus tasmanicus
Guraleus tasmanicus is een slakkensoort uit de familie van de Mangeliidae. De wetenschappelijke naam van de soort is voor het eerst geldig gepubliceerd in 1876 door Tenison-Woods.